# Rhaphuma quadricolor
Rhaphuma quadricolor är en skalbaggsart som först beskrevs av François Louis Nompar de Caumont de Laporte och Hippolyte Louis Gory 1841.  Rhaphuma quadricolor ingår i släktet Rhaphuma och familjen långhorningar.
Artens utbredningsområde är Filippinerna. Inga underarter finns listade i Catalogue of Life.